# 新橋演舞場

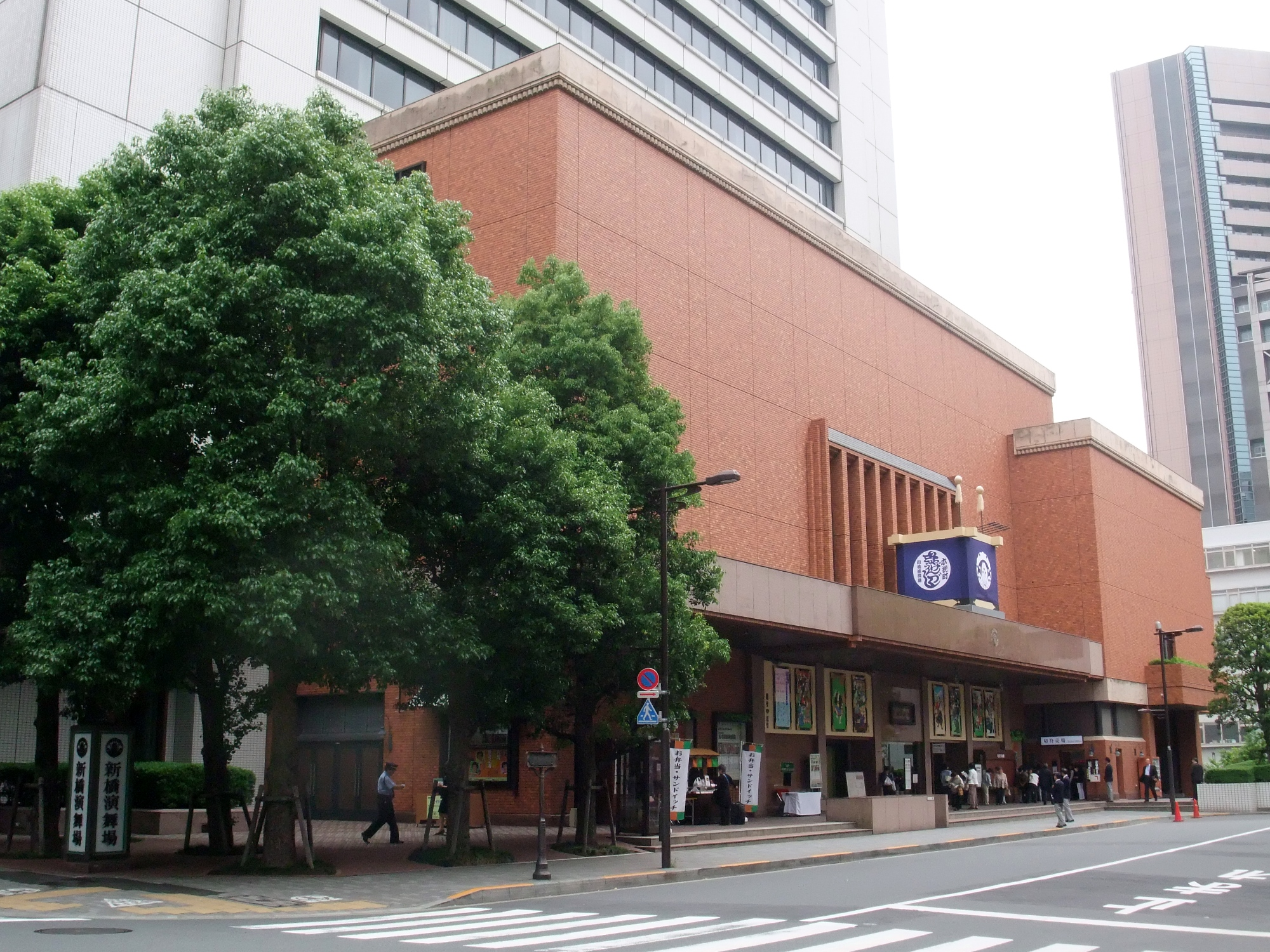
永代橋

新橋演舞場（日语：しんばし えんぶじょう）是位於日本東京都中央區銀座六丁目的一座劇場。這座劇場開業於1925年，在1945年因東京大空襲而燒毀。1948年，新橋演舞場得以重建。在1979年至1982年，新橋演舞場進行重建，成為三層建築，可容納1,428名觀眾。

## 外部連結
- 新橋演舞場 （页面存档备份，存于）（公式サイト）
- 新橋演舞場（松竹HP内） （页面存档备份，存于）
- 東をどり （页面存档备份，存于）「東をどり」公式ホームページ